# Dordschpalamyn Tsolmon
Dordschpalamyn Tsolmon (mongolisch Доржпаламын Цолмон; * 30. August 1957) ist ein ehemaliger mongolischer Radrennfahrer.

## Sportliche Laufbahn
Tsolmon war Teilnehmer der Olympischen Sommerspiele 1980 in Moskau. Im olympischen Straßenrennen schied er aus.
Er gewann 1980 bei den nationalen Meisterschaften im Straßenrennen den Titel vor Daschdschamtsyn Tömörbaatar. 1982 fuhr er die Internationalen Friedensfahrt und wurde 82. des Endklassements, 1983 belegte er den 80. Platz.